# Non stop! (album)
Non stop! je drugi studijski album slovenske pevke Alye, izdan leta 2009.
Alya je tudi pri albumu sodelovala s producentom Žaretom Pakom, za mastering pa so poskrbeli v Cutting Roomu na Švedskem.

## Seznam pesmi
1. Non stop! (Hemmeth, Andreas, Alea, Liset, Fernande, Stefan, Yves Greet - Flex, Žare Pak - ) – 2:45
2. Vse bo lepo (Hemmeth, Andreas, Alea, Liset, Fernande, Stefan, Yves Greet - Flex - ) – 3:26
3. Brazil (Mauro Jr.,Xande, Helinho Do – Flex - ) – 4:16
4. Absolutely (T. Jovanovič – T. Jovanovič, Primož Žižek – Žare Pak)) – 3:13
5. Prima Balerina (Ruben Loos – Flex) – 3:44
6. Tu in zdaj (Handberg, Linnea, Schillebeeckx, Raphael – Cvetka Omladič, Žare Pak, T. Jovanovič – ) – 3:29
7. I don't care (Eric Destler) – 3:50
8. Zadnji dan (feat. Rudi Bućar)  (Jan Plestenjak - Jan Plestenjak - Jan Plestenjak) – 3:00
9. A veš (Jan Plestenjak - Jan Plestenjak - Jan Plestenjak) – 3:05
10. A veš (feat. 6 Pack Čukur) (Jan Plestenjak - Jan Plestenjak - Jan Plestenjak, Žare Pak) – 3:07